# Anamã
Anamã är en kommun i Brasilien.   Den ligger i delstaten Amazonas, i den nordvästra delen av landet, 2 000 km nordväst om huvudstaden Brasília. Antalet invånare är 10 193. Anamã ligger vid sjön Lago Anamã.
I omgivningarna runt Anamã växer i huvudsak städsegrön lövskog. Runt Anamã är det mycket glesbefolkat, med 2 invånare per kvadratkilometer.